# Алексић (презиме)
Алексић је српско презиме, патроним настало од имена Алекса. Значајни људи са презименом укључују:
- Данијел Алексић (рођен 1991), српски фудбалер
- Милан Алексић (рођен 1986), српски ватерполиста
- Мија Алексић (1923–1995), српски глумац
- Миша Алексић (рођен 1953), српски музичар
- Ненад Алексић (рођен 1980), српски репер
- Сека Алексић (рођена 1981), српска певачица
- Срђан Алексић (1966–1993), српски глумац аматер и пливач, познат по томе што је изгубио живот бранећи пријатеља муслимана.